# Here You Come Again
Here You Come Again è il diciannovesimo album in studio della cantante statunitense Dolly Parton, pubblicato il 3 ottobre 1977 dalla RCA Records.

## Tracce
1. Here You Come Again – 2:58 (Barry Mann, Cynthia Weil)
2. Baby, Come Out Tonight – 3:28 (Kath McCord)
3. It's All Wrong, But It's All Right – 3:17 (Dolly Parton)
4. Me and Little Andy – 2:40 (Parton)
5. Lovin' You – 2:24 (John Sebastian)
6. Cowgirl & the Dandy – 3:46 (Bobby Goldsboro)
7. Two Doors Down – 3:07 (Parton)
8. God's Coloring Book – 3:13 (Parton)
9. As Soon as I Touched Him – 3:09 (Norma Helms, Ken Hirsch)
10. Sweet Music Man – 3:08 (Kenny Rogers)